# Юзеф Тренквальд
Юзеф Тренквальд (пол. Józef Trenkwald, 14 серпня 1897 — 19 листопада 1956) — польський вершник.